# Erneszt Karlovics Drezen
Erneszt Karlovics Drezen (oroszul: Эрнест Карлович Дрезен, eszperantóul: Ernest Karloviĉ Drezen; ( Liepāja, Orosz Birodalom, 1892. november 14. – Moszkva, 1937. október 27. - Joszif Visszarionovics Sztálin által kezdeményezett nagy tisztogatás-kor) eszperantista, lett/orosz-szovjet interlingvista, a tudományos és műszaki terminológia kiemelkedő szakértője, a Sovetlanda Esperantista Unuiĝo (SEU, Szovjet Eszperantó Szövetség) főtitkára és a háború előtti szovjet eszperantó mozgalom fontos alakja.

## Életútja
Dresen a kronstadti iskolábaba és a Szentpétervári Politechnikai Intézetbe járt, ahol aktívan részt vett egy eszperantó diákcsoportban. 1915-től 1917-ig zászlósként szolgált az orosz hadseregben, 1918-tól 1921-ig pedig a Vörös Hadseregnél töltött be különböző beosztásokat. 1918-ban belépett az Orosz Kommunista Pártba. 1921-től 1924-ig az Összoroszországi Központi Végrehajtó Bizottságban dolgozott. 1926-tól 1930-ig a Kommunikációs Intézet (posta, távirat, telefon, rádió) vezetője, később az Orgenergo konszern helyettes vezetője, az adminisztratív technológiai kiadó különszerkesztője, a Moszkvai Egyetem és különböző műszaki főiskolák professzora, igazgatósági tagja a Szovjet Társaság a Külfölddel Kulturális Kapcsolatokért (WOKS, Всесоюзное общество культурной связи с заграницей).
Dresen 1910-ben lett eszperantista. 1917 és 1919 között a Petersburg Society Espero (Petersburgi Remény Eszperantó Csoport) elnöke, 1919-ben pedig az ESKI (Esperanta Sekcio de la Tria Komunista Internacio, a Kommunista Internacionálé eszperantó szekciója) egyik társalapítója.
Az 1921-ben Petrográdban megtartott harmadik Összoroszországi Eszperantista Kongresszuson az újonnan alapított Sovetlanda Esperantista Unuiĝo (SEU) főtitkára lett. Szergej Kuznyecov a Historio de la mondolingvo-hoz írt előszavában arról ír, hogy Drezen a SEU-t központosított szervezetként építette fel, szigorú fegyelem és harcos ideológiával, inkább kommunista pártra, mint nyelvi vagy kulturális egyesületre hasonlított. A SEU kezdetben a Sennacieca Asocio Tutmonda tagja volt, de 1932-ben kilépett belőle, miután konfliktusba került Eugène Lantival, és megalapította az Internacio de Proleta Esperantistaro-t (IPE, Proletár Eszperantó Egyesületek Nemzetközi Szövetsége).
1937. április 17.-én Drezent letartóztatták azzal a hamis váddal, hogy eszperantisták szovjetellenes terrorszervezetét alapította és irányította, halálra ítélték és 1937. október 27.-én lelőtték. 1957. május 11.-én rehabilitálták.

## Terminológia
1936-ban Dresen jóváhagyta a terminológiai szakértők nemzetközi csoportjának (jelenleg ISO/TC 37) létrehozását egy nemzetközi szabványügyi szervezet (ma Nemzetközi Szabványügyi Szervezet, ISO) keretein belül. Ő felelt Eugen Wüster német nyelvű, 1931-ből származó disszertációjának oroszra fordításáért, amely 1934-ben jelent meg, megalapozta a tudományos terminológiát, és szovjet javaslatra az ISO megalapításához vezetett.

## Művei
- Historio de la mondolingvo 1931.
- Analiza Historio de la Esperanto-Movado 1931.
- Skizoj pri teorio de Esperanto 1931.
- Zamenhof – bioideologia studo, SAT 1929.
- La Vojo de formiĝo kaj disvastiĝo de la lingvo internacia, SAT 1929.
- Pri problemo de internaciigo de science-teknika terminaro. Historio, nuna stato kaj perspektivoj, Saarbrücken 1983.

## Fordítás
- Ez a szócikk részben vagy egészben  az   Ernest Drezen című eszperantó Wikipédia-szócikk ezen változatának fordításán alapul.  Az eredeti cikk szerkesztőit annak laptörténete sorolja fel. Ez a jelzés csupán a megfogalmazás eredetét és a szerzői jogokat jelzi, nem szolgál a cikkben szereplő információk forrásmegjelöléseként.
- Ez a szócikk részben vagy egészben  az   Ernest Karlowitsch Dresen című német Wikipédia-szócikk ezen változatának fordításán alapul.  Az eredeti cikk szerkesztőit annak laptörténete sorolja fel. Ez a jelzés csupán a megfogalmazás eredetét és a szerzői jogokat jelzi, nem szolgál a cikkben szereplő információk forrásmegjelöléseként.